# Juan de San Millán
Juan de San Millán (1497 - 11 de abril de 1578) foi um prelado católico romano que serviu como Bispo de Leão (1564–1578) e Bispo de Tui (1547–1564).

## Biografia
Juan de San Millán nasceu em Barrionuevo, na Espanha. Em junho de 1547, foi nomeado Bispo de Tui durante o papado de Paulo III. A 28 de julho de 1564, foi nomeado durante o papado de Pio IV como Bispo de Leão, onde serviu como bispo até à sua morte a 11 de abril de 1578.